# Hohenbuehelia aciculospora
Hohenbuehelia aciculospora är en svampart som beskrevs av R.H. Petersen 1985. Hohenbuehelia aciculospora ingår i släktet Hohenbuehelia och familjen musslingar.   Inga underarter finns listade i Catalogue of Life.